# Dominique Guebey
Dominique Guebey (né le 23 mai 1952 à Lyon) est un athlète français, spécialiste de la marche. Dans les années 1970 et 1980, il était l'un des meilleurs spécialistes français sur 50 km.
Record personnel : 4 h 01 min 01 s au 50 km sur route le 22 mars 1987 à Oberhergheim[réf. nécessaire].
Il participa aux Jeux olympiques d'été de 1984 à Los Angeles.

## Palmarès

### Jeux olympiques
- Jeux olympiques de 1984 à Los Angeles ( États-Unis)
  - 12e sur 50 km marche

### Championnats du monde d'athlétisme
- Championnats du monde d'athlétisme de 1983 à Helsinki ( Finlande)
  - 22e sur 50 km marche
- Championnats du monde d'athlétisme de 1987 à Rome ( Italie)
  - 14e sur 20 km marche

### Championnats d'Europe d'athlétisme
- Championnats d'Europe d'athlétisme de 1978 à Prague ( Tchécoslovaquie)
  - 18e sur 50 km marche

### Championnats d'Europe d'athlétisme en salle
- Championnats d'Europe d'athlétisme en salle de 1981 à Grenoble ( France)
  - 5e sur 5 km marche

### Championnats de France d'athlétisme
- Championnats de France d'athlétisme de 1978 à Melun
  -  Médaille d'or sur 50 km marche
- Championnats de France d'athlétisme de 1984 à Aÿ-Champagne
  -  Médaille d'or sur 50 km marche